# Мехмед Кесим Зааде
Мехмед Кесим Зааде е български турчин от Шумен, общественик и политик от края на XIX век.

## Биография
През 1896 г. Кесим Зааде е попечител на вакъфските имоти на Томбул джамия в Шуменско. Избран е за депутат в IV и XIV обикновено народно събрание.
Мехмед Кесим Зааде вероятно умира преди 15 юни 1908, когато се състои откриването на първата редовна сесия на XIV ОНС.
Според други източници Мехмед Кесим Зааде е все още жив и емигрира по време на Балканската война (1912–1913), като той или синът му Халил Едип ефенди отнася със себе си от Шумен в Истанбул значителна част от книгите на библиотеката при Томбул джамия в Шумен.